# Diepholzer Moorniederung
Diepholzer Moorniederung este o arie protejată (arie de protecție specială avifaunistică — SPA) din Germania întinsă pe o suprafață de 12.648 ha, integral pe uscat.

## Localizare
Centrul sitului Diepholzer Moorniederung este situat la coordonatele 52°36′21″N 8°40′00″E / 52.6058°N 8.6667°E.

## Înființare
Situl Diepholzer Moorniederung a fost declarat arie de protecție specială avifaunistică în iunie 2001 pentru a proteja 41 de specii de animale.

## Biodiversitate
Situată în ecoregiunea atlantică, aria protejată nu include niciun habitat protejat.
La baza desemnării sitului se află mai multe specii protejate de  păsări (41): rață lingurar (Anas clypeata), rață mică (Anas crecca crecca), Anas platyrhynchos platyrhynchos, rață cârâitoare (Anas querquedula), gâscă cenușie (Anser anser), ciuf de câmp (Asio flammeus), rața moțată (Aythya fuligula), caprimulg (Caprimulgus europaeus), Charadrius dubius curonicus, chirighiță neagră (Chlidonias niger), erete vânăt (Circus cyaneus), erete cenușiu (Circus pygargus), prepeliță (Coturnix coturnix), ciocănitoare neagră (Dryocopus martius), presură de grădină (Emberiza hortulana), șoimul rândunelelor (Falco subbuteo), becațină comună (Gallinago gallinago), Grus grus grus, scoicar (Haematopus ostralegus), sfrâncioc roșiatic (Lanius collurio), sfrâncioc mare (Lanius excubitor excubitor), pescăruș sur (Larus canus), pescăruș râzător (Larus ridibundus), Limosa limosa limosa, ciocârlie de pădure (Lullula arborea), gaia roșie (Milvus milvus), codobatura galbenă (Motacilla flava), Numenius arquata arquata, pietrar sur (Oenanthe oenanthe), grangur (Oriolus oriolus), codroșul de pădure (Phoenicurus phoenicurus), ploier auriu (Pluvialis apricaria), mărăcinar (Saxicola rubetra), mărăcinar negru (Saxicola torquatus), Tachybaptus ruficollis ruficollis, cocoșul de mesteacăn (Tetrao tetrix tetrix), fluierar negru (Tringa erythropus), fluierar de mlaștină (Tringa glareola), fluierar cu picioare verzi (Tringa nebularia), fluierarul cu picioare roșii (Tringa totanus), nagâț (Vanellus vanellus).